# Tia Tanaka
 (octobre 2023).
Dawn Ann Nguyen dite Tia Tanaka, née le 15 mars 1987 en Indonésie, est une actrice américaine de films pornographiques, un mannequin de charme et une présentatrice de modèles de voitures.

## Biographie
Tia Tanaka émigre à l'âge d'un an avec sa mère aux États-Unis où elle vit un certain temps à New York avant de déménager en Californie.
Elle fréquente le même lycée que les actrices pornographiques Kitty Jung et Jasmine Mai avec lesquelles elle se lie d'amitié. Jung suggère à Tanaka l'idée d'entrer dans l'industrie de la pornographie. Cette dernière commence à tourner sous le pseudonyme de Sasha Lei et de Mulan Wang, avant qu'Ed Powers lui donne le nom de Tia Tanaka.
En 2006, elle s'inscrit dans la section psychologie d'une université[Laquelle ?].

## Filmographie
- 2007 : The 4 Finger Club 23

## Récompenses
- 2007 : « Best Asian Starlet » (meilleure starlette asiatique) du Festival du Film Adam[5]
- 2007 : Finaliste au Festival F.A.M.E. Awards dans la catégorie « Favorite Female Rookie » (jeune débutante)[réf. nécessaire]